# آنا كاترينا موراريو
آنا كاترينا موراريو (بالرومانية: Ana Caterina Morariu)‏ هي ممثلة رومانية، ولدت في 20 نوفمبر 1980.

## أعمال

### أفلام
- (2004) أوشن 12[5]

## وصلات خارجية
- آنا كاترينا موراريو على موقع IMDb (الإنجليزية)
- آنا كاترينا موراريو على موقع ألو سيني (الفرنسية)
- آنا كاترينا موراريو على موقع أول موفي (الإنجليزية)
- آنا كاترينا موراريو على موقع قاعدة بيانات الفيلم (الإنجليزية)
- آنا كاترينا موراريو على موقع كينوبويسك (الروسية)